# Spidey Super Stories
Spidey Super Stories" was een live-action sketchserie op de PBS-kindertelevisieserie The Electric Company. Centraal in de afleveringen stond het Marvel Comics personage Spider-Man (gespeeld door Danny Seagren).
Iedere aflevering van de serie draaide om de gemaskerde superheld die verschillende criminelen aanpakte. De cast van The Electric Company vertolkte de overig rollen in de sketches.
In tegenstelling tot andere live-action of animatieseries van Spider-Man, sprak Spider-Man niet in deze serie. In plaats daarvan communiceerde hij enkel via tekstbalonnen. Dit om jonge lezers aan te moedigen hun leesvaardigheden te verbeteren. Dit werd ook gedaan omdat Spider-Man in de serie nooit zijn kostuum uitdeed, en zijn kostuum zelf geen mond had.

## Afleveringen
Er werden naar alle waarschijnlijkheid ongeveer een dozijn "Spidey Super Stories" afleveringen gemaakt in het eerste seizoen (1975 – 1975), met nog eens 12 in het tweede seizoen.
Op 7 februari 2006 kwam de “Electric Company” serie uit op 4 dvd’s, uitgegeven door Shout! Factory en Sony BMG Music Entertainment. Drie van deze afleveringen bevatten de Spider-Man sketches.
Een tweede vierdelige dvd-set kwam uit op 14 november 2006, ditmaal met twee afleveringen waar Spider-Man-sketches in zaten.

### 1974–1975
1. "Spidey Meets the Spoiler"
2. "A Night at the Movies"
3. "Dr. Fly"
4. "Up Against the Wall"
5. "The Can Crusher".
6. "Spidey vs. the Funny Bunny"
7. "Dr. Fright"
8. "Meet Mister Measles"
9. "Spidey Jumps the Thumper"
10. "Spidey Meets The Queen Bee"
11. "Little Miss Muffett"
12. "The Bookworm"

### 1975–1976
1. "The Birthday Bandit"
2. "Spidey Meets the Prankster"
3. "Spidey Meets the Blowhard"
4. "Who Stole the Show?"
5. "Spidey Meets the Yeti"
6. "Spidey Meets the Mouse"
7. "Spidey Meets the Sitter"
8. "The Hum Dinger"
9. "The Sandman"
10. "Spidey Meets The Tickler"
11. "Spidey Gets the Old One-Two"
12. "Spidey Meets Eye Patch"
13. "Spidey Meets Silly Willy"
14. "The Uninvited"
15. " Spidey after the Fox"

### 1976–1977
1. "The Beastly Banana"

## Andere media
Van 1974 t/m 1982 bracht Marvel Comics een stripserie uit genaamd Spidey Super Stories, gericht op kinderen van 6 tot 10 jaar. In totaal werden 57 delen van deze serie geproduceerd.
In vrijwel elk deel van Spidey Super Stories vocht Spider-Man samen met een andere Marvel superheld tegen een Marvel superschurk. Dit was bedoeld om andere Marvel personages te introduceren bij een publiek dat nog niet bekend met hen was. Vaak werd in deze verhalen kort (een pagina of minder) de oorsprong van die schurk/held uitgelegd. Gasthelden waren o.a. Iron Man, Shanna the She-Devil, Nova, en Captain Britain. Schurken waren Green Goblin, de Blizzard, Jack O'Lantern, en Thanos.
Daarnaast kwamen in de verhalen ook weleens personages uit de sketches voor, zoals Easy Reader en detective Fargo North.
Marvel parodieerde zelf de Spidey Super Stories sketches in hun stripreeks What If...?. Hierin werd een alternatief universum getoond waarin Marvel ging samenwerken met de National Endowment of the Arts voor een serie genaamd Spidey Intellectual Stories.